# Gunnar Hellström (statsvetare)
Gunnar Johannes Hellström, född den 24 januari 1916 i Trehörningsjö församling, Västernorrlands län, död den 19 juli 1987 i Stockholm, var en svensk statsvetare. Han var gift med Kajsa Hellström och far till Mats Hellström.
Hellström blev filosofie kandidat vid Stockholms högskola 1939, politices magister där 1941 och filosofie licentiat 1950. Han var redaktör vid Bonniers konversationslexikon 1939–1943, sekreterare vid Statens informationsstyrelse 1942–1944, vid Statens bränslekommission 1944–1945, sekreterare och ombudsman vid Sveriges Automobilindustriförening 1945–1948, lärare vid Sjökrigshögskolan 1948–1960 och sekreterare i Svenska stadsförbundet 1959–1964. Hellström promoverades till filosofie doktor och blev docent vid Stockholms universitet 1976. Han var universitetslektor vid Socialhögskolan i Stockholm 1964–1980 och rektor där 1972–1980. Hellström publcerade Jordbrukspolitik i industrisamhället (doktorsavhandling, 1976) med flera skrifter i statskunskap. Han vilar på Solna kyrkogård.